# アイオリソース

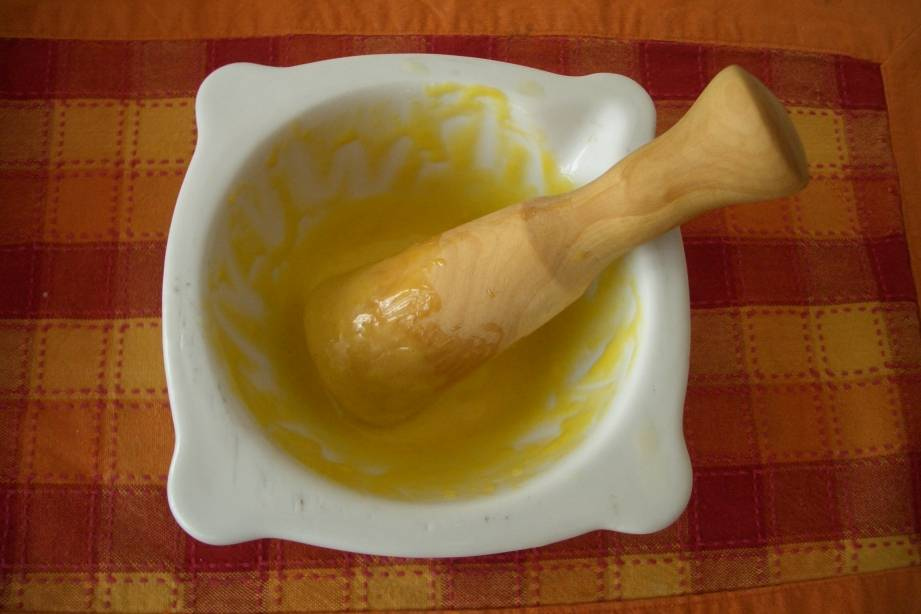
アイオリソース

アイオリ（英: aioli）は、カタルーニャでよく用いられるソースの一種。アイヨリ（仏: aïoli、プロヴァンス語: alhòli）、アリオリ（カタルーニャ語: allioli）とも呼ばれる。マヨネーズやヴィネグレットソース同様の乳化ソースである。「ニンニク入りマヨネーズ」と説明されることもある。ブイヤベースなどに入っている魚につけて食べることが多い。

## 概要
名称はプロヴァンス語のalh（ニンニク）とòli（油）から成る合成語である。マヨネーズ同様、卵黄と油を乳化させて作る。
プロヴァンス地方では、茹でた野菜（ニンジン、ジャガイモ、さやいんげん）、茹でた塩鱈と茹で卵にアイオリソースをつけて食べる料理をル・グランタイオリ（Le Grand Aïoli）と呼ぶ。ブイヤベースに添えることもある。
アイオリはスペインのカタルーニャ州の伝統料理でもあり、カタルーニャ語では「allioli」と表記する。カタルーニャではあらゆる料理にアイオリを添えるが、特にグリルした肉料理には必須とされる。
他に具材を加えた場合、フランス料理としては別のソースになる。